# Polyrhachis saevissima
Polyrhachis saevissima är en myrart som beskrevs av Smith 1860. Polyrhachis saevissima ingår i släktet Polyrhachis och familjen myror.

## Underarter
Arten delas in i följande underarter:
- P. s. argentea
- P. s. chrysophanes
- P. s. kerri
- P. s. romanovi
- P. s. saevissima
- P. s. timorensis